# Wilhelm Rønning
Wilhelm Carl Rønning (10 novembre 1895 – 7 settembre 1983) è stato un calciatore norvegese, di ruolo difensore.

## Carriera

### Club
Rønning vestì la maglia del Trygg e del Mercantile.

### Nazionale
Disputò 2 partite per la Norvegia. Debuttò il 27 giugno 1915, nel pareggio per 1-1 contro la Svezia.